# Travelling Weasels
A Travelling Weasels (magyarul Utazó Menyétek) egy YouTube-csatorna. A csatorna egy jegyespár (Laura Cody és Tanbay Theune) vlogja, akik 2013 óta a világot járják. Magyarországon leginkább azokról a videóikról ismertek, amelyeken magyarul tanulnak.

## A név eredete
Eredetileg Laura Tanbayt becézte "Weasel"-nek (Menyétnek). A Travelling Weasels név először akkor bukkant fel, amikor weboldalt akartak készíteni. Tanbay (akkoriban) nem támogatta az ötletet, de végül ez lett az oldal neve.

## A csatorna története
A csatorna 2016 januárjában indult, három évvel a főszereplők utazásainak kezdete után. Eredetileg az volt a célja, hogy arra motiválja Laurát és Tanbayt, hogy minden nap valami érdekeset csináljanak. Miután a kezdeti izgalom és a nézettség alábbhagyott, elkezdtek nyelveket tanulni. 2019. januárjában a pár szakított, és azóta a csatornára ritkán kerül fel új tartalom.

## A magyar nyelvvel kapcsolatos videók
Tanbay és Laura 2017 januárja óta tanulják a magyar nyelvet. Mára több mint 20 epizódot élt meg ez a sorozatuk.
A főszereplők többféleképpen tanulják a magyar nyelvet. Egyrészt a sorozat kezdeti időszakában gyakran a Google Fordító segítségével tanultak meg egyszerűbb szavakat.
Többször is szolgáltak videóik témájául híres dalok és személyek; többek közt a Nemzeti dallal, az Eurovíziós Dalfesztiválon részt vevő Origo című dallal és a CBA Kasszás Erzsi-reklámjával is fejlesztették már nyelvtudásukat. 
Gyakran a rajongók is beküldenek érdekességeket.
Jelenleg egy hivatásos nyelvtanár (Zsuzsi) segítségével tanulják a magyar nyelvet, napról napra bővítve ismereteiket. 
Utazásaik során több helyről is feltöltöttek már nyelvtanulós videókat, például Indonéziából, Laoszból és Japánból is.

## Utazásaik Magyarországon
Első budapesti videójuk 2016 júniusában jelent meg. Akkor egy hónapot töltöttek ott. Több videójuk foglalkozott ételekkel és éttermekkel.
2017 nyarán két hetet töltöttek Magyarországon, fél év nyelvtanulás után. Több rajongóval is találkoztak az utcán, volt, akivel ugyanabban a házban laktak. A 24.hu is meginterjúvolta őket. Elutaztak Budapestre, Debrecenbe, Szegedre, valamint meglátogatták a Balaton Soundot is. 
Várhatóan 2017. szeptemberben ismét visszatérnek Magyarországra.